# 圣阿尔努代布瓦
圣阿尔努德布瓦（法語：Saint-Arnoult-des-Bois，法語發音：[sɛ̃.t‿aʁnu de bwa]）是法国厄尔-卢瓦省的一个市镇，属于沙特尔区。

## 地理
圣阿尔努德布瓦（48°29'33"N, 1°15'47"E）面积20.67 平方千米，位于法国中央-卢瓦尔河谷大区厄尔-卢瓦省，该省份为法国北部内陆省份，北起顺时针与厄尔省、伊夫林省、埃松省、卢瓦雷省、卢瓦-谢尔省、萨尔特省和奧恩省接壤。
与圣阿尔努德布瓦接壤的市镇（或旧市镇、城区）包括：蒂梅尔-加泰勒、厄尔河畔库维尔、比扬塞勒、法维耶尔、方丹拉吉永、朗代勒、米坦维利耶-韦里尼、圣吕佩尔斯。
圣阿尔努德布瓦的时区为UTC+01:00、UTC+02:00（夏令时）。

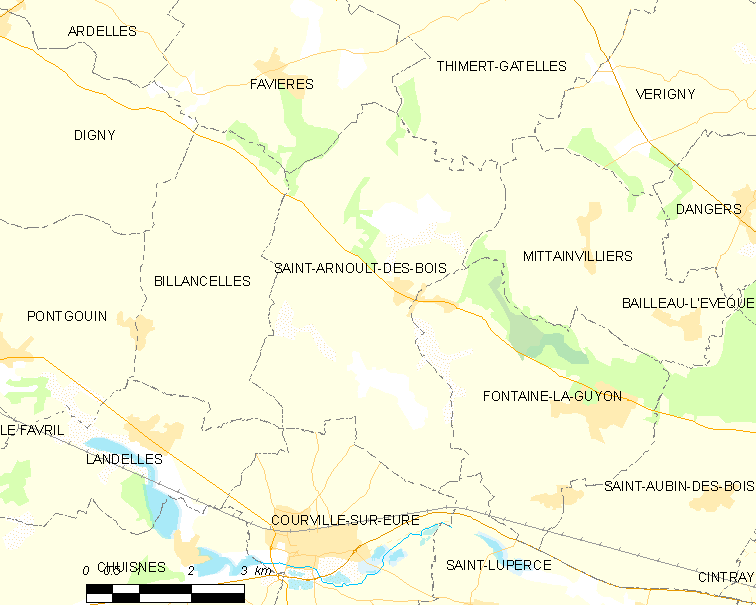
圣阿尔努德布瓦的OSM定位图

## 行政
圣阿尔努德布瓦的邮政编码为28190，INSEE市镇编码为28324。

## 政治
圣阿尔努德布瓦所属的省级选区为伊利耶孔布赖县。

## 人口

1962-2008年间圣阿尔努德布瓦人口变化图示

圣阿尔努德布瓦于2022年1月1日时的人口数量为895人。